# Jorge Hernandez (voetballer, geboren 2000)
Jorge Hernandez (Riverside, 8 november 2000) is een Amerikaans voetballer met Mexicaanse roots die sinds 2022 uitkomt voor KV Mechelen.

## Carrière
Hernandez genoot zijn jeugdopleiding bij LA Galaxy. Op 23 april 2017 maakte hij zijn officiële debuut voor het tweede elftal van de club in de USL Championship. Na afloop van het seizoen 2021 werd hij opgenomen in het All-League First Team van de USL Championship.
In januari 2022 versierde hij een transfer naar de Oekraïense eersteklasser Tsjornomorets Odessa, maar daar kreeg hij door de Russische invasie van Oekraïne nooit de kans om zijn officiële debuut te maken. Hernandez onderhield zijn conditie in Portugal en belandde via een Spaans makelaarskantoor bij de Belgische eersteklasser KV Mechelen, waar hij na een proefperiode een tweejarig contract met optie op een derde seizoen ondertekende.

## Statistieken
| Seizoen         | Club                 | Competitie       | Competitie | Competitie | Play-offs | Play-offs | Beker | Beker | Supercup | Supercup | Totaal | Totaal |
| Seizoen         | Club                 | Competitie       | Wed.       | Dlp.       | Wed.      | Dlp.      | Wed.  | Dlp.  | Wed.     | Dlp.     | Wed.   | Dlp.   |
| --------------- | -------------------- | ---------------- | ---------- | ---------- | --------- | --------- | ----- | ----- | -------- | -------- | ------ | ------ |
| 2017            | LA Galaxy II         | USL Championship | 13         | 0          | —         | —         | 0     | 0     | 0        | 0        | 13     | 0      |
| 2018            | LA Galaxy II         | USL Championship | 6          | 1          | —         | —         | 0     | 0     | 0        | 0        | 6      | 1      |
| 2019            | LA Galaxy II         | USL Championship | 20         | 2          | —         | —         | 0     | 0     | 0        | 0        | 20     | 2      |
| 2020            | LA Galaxy II         | USL Championship | 17         | 2          | —         | —         | 0     | 0     | 0        | 0        | 17     | 2      |
| 2021            | LA Galaxy II         | USL Championship | 32         | 12         | —         | —         | 0     | 0     | 0        | 0        | 32     | 12     |
| 2021-2022       | Tsjornomorets Odessa | Persja Liha      | 0          | 0          | —         | —         | 0     | 0     | —        | —        | 0      | 0      |
| 2022-2023       | KV Mechelen          | Eerste klasse A  | 9          | 0          | 0         | 0         | 1     | 0     | —        | —        | 10     | 0      |
| 2023            | San Antonio FC       | USL Championship | 28         | 3          | —         | —         | 1     | 0     | —        | —        | 29     | 3      |
| 2024            | San Antonio FC       | USL Championship | 22         | 1          | —         | —         | 1     | 0     | —        | —        | 23     | 1      |
| Carrière totaal | Carrière totaal      | Carrière totaal  | 147        | 21         | 0         | 0         | 3     | 0     | 0        | 0        | 150    | 21     |